# Milovići
Milovići är en ort i Montenegro. Den ligger i den sydvästra delen av landet, 50 km väster om huvudstaden Podgorica. Milovići ligger 63 meter över havet och antalet invånare är 104.
Terrängen runt Milovići är varierad. Havet är nära Milovići åt nordväst. Runt Milovići är det ganska glesbefolkat, med 48 invånare per kvadratkilometer. Närmaste större samhälle är Herceg Novi, 12,6 km nordväst om Milovići. I omgivningarna runt Milovići växer i huvudsak blandskog.